# Adrianna Luna
Adrianna Luna (Los Angeles, 12 maggio 1984) è un'attrice pornografica statunitense.

## Biografia e carriera
Adrianna Luna è nata a Los Angeles da una famiglia di origini messicane e filippine ed ha studiato prima alla Sonoma State University e successivamente alla California State University, dove si è laureata in relazioni pubbliche, ottenendo anche un Bachelor in giornalismo. Dopo la laurea, ha iniziato a lavorare come assistente esecutivo nel dipartimento finanziario di una società di produzione per tre anni prima di entrare nell'industria pornografica. 
Ha esordito nel 2011 con Danny Mountain per New Sensations, girando Them's Some Sexy Titties. Nel novembre 2012 è stata nominata "Pet of the Month" da Penthouse e due anni più tardi ha ricevuto la nomination agli AVN come miglior attrice, senza tuttavia conseguire il premio.